# Szlak Pokoju

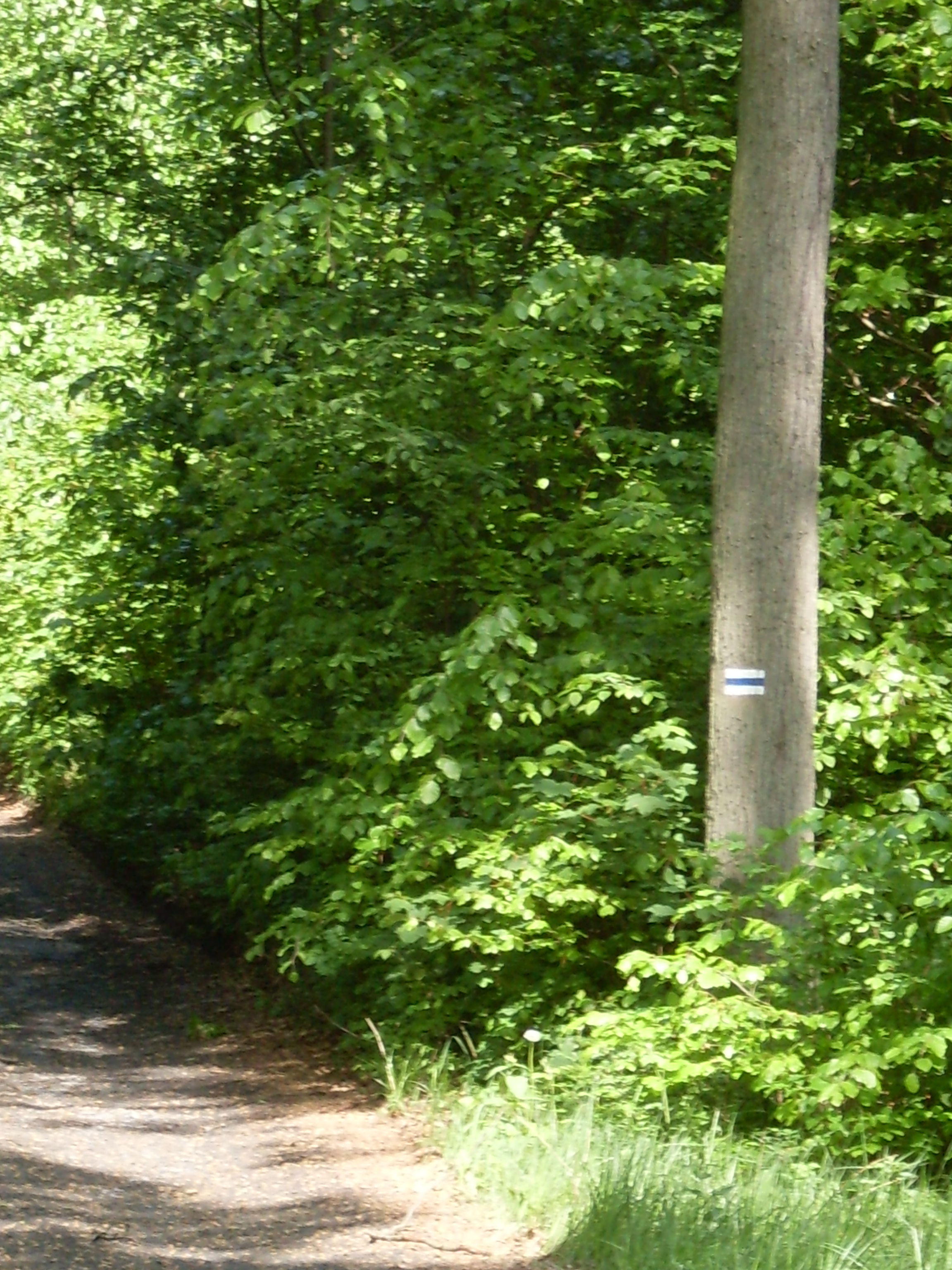
Szlak Pokoju w okolicy Dębu Bogusława (gmina Police)

Szlak Pokoju -  niebieski pieszy szlak turystyczny w Szczecinie i gminie Police. Szlak prowadzi przez południową część Puszczy Wkrzańskiej ze Szczecina - Głębokie przez Szczecin - Osów, obok Dębu Bogusława, przez Leśno Górne i Sierakowo do wsi Pilchowo.